# Annika Rücker
Pour les articles homonymes, voir Rucker.
Annika Rücker (née en 1942 à Stockholm) est une artiste, graphiste et calligraphe suédoise.
Depuis une vingtaine d'années, en compagnie de l'artiste Bo Larsson, elle conçoit les diplômes du prix Nobel de littérature.